# 심피

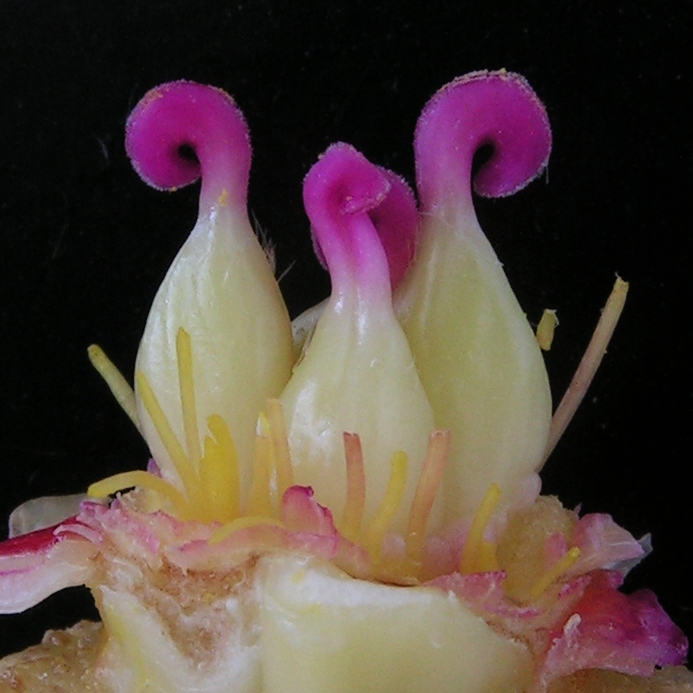

심피(心皮, carpel)는 꽃의 암술을 구성하는 부분으로 잎이 변하여 이루어진 것이다. 암술머리(stigma)와 암술대(style), 씨방(ovary)으로 구성되어 있다. 1개의 심피가 축을 향해 닫혀서 1개의 암술을 만드는 1심피씨방과 2개의 심피인 2심피씨방, 3개의 3심피씨방이 있다.

## 암술
암술이라는 용어는 심피의 개별 구성 단위를 가리키는 낱말이다. 암술은 하나의 심피나 여러 개의 심피(합성 심피)를 이룬다. 암꽃술이라고도 한다. 암술의 아랫부분엔 씨방이 존재한다.